# Tom Breck
Tom Breck, bürgerlich Thomas Loose (* 13. März 1961 in Schlema), aus Berlin ist ein ehemaliger deutscher Kraftjongleur.

## Wirken
Breck besuchte die Polytechnische Oberschule Weißwasser/Oberlausitz und später die Staatliche Schule für Artistik in Berlin. Anfangs als Mitglied des DDR-Staatszirkus „Berolina“, später freischaffend brachte er ab Ende der 1980er-Jahre die Kunst der Kraftjonglage aus den 1920er-Jahren wieder zurück und tourte bis Ende der 2000er-Jahre durch die Tschechoslowakei und durch Deutschland. 1989 war er in der Sendung Stars in der Manege zu sehen. Zu seinen Spezialitäten zählte neben der Jonglage mit schweren Stahlkugeln auch das Jonglieren dieser im freien Kopfstand und das Werfen einer Kugel in die hohe Stirnbalance, also oben auf eine senkrecht auf der Stirn abgestützte Stahlstange. Breck ist nicht mehr als Artist aktiv.